# 郑尚伦
郑尚伦（1974年—），重庆市人，汉族，中华人民共和国政治人物、第十二届全国人民代表大会重庆地区代表。
毕业于中国刑事警察学院侦查学专业。加入中国共产党。2013年，担任全国人大代表。